# Cetățuie, Săvârșin
Cetățuie, Săvârșin este un sit arheologic, situat în stânga șoselei Arad - Deva, include mai multe zone de interes arheologic, atât pe un promontoriu, cu mai multe terase antropogene, cât și de jur-împrejurul acestuia. Este vorba de un promontoriu de origine vulcanică, cu o înălțime maximă de 245 m și cu diferență de nivel, față de luncă, de 85-90m, situat în dreapta Mureșului și la întretăierea  a două văi ce vin dinspre Munții Zarandului. Situl este declarat monument istoric, cod LMI AR-I-s-A-00450.
Cercetările arheologice întreprinse, cu unele întreruperi, între 1979-2001 au evidențiat vestigii ale culturii Coțofeni și, îndeosebi, din epocă dacică. Deosebit de importante sunt vestigiile de epocă dacică: așezare și necropolă din sec. IV - III a. Chr. și așezare din sec. II a. Chr.- I p. Chr. Importanța deosebită a sitului din epoca dacică rezultă atât din varietatea vestigiilor (așezare, necropolă, eventual atelier metalurgic), cât și din perioada îndelungată de locuire (sec. IV a. Chr.- I p. Chr.) și a raporturilor cu celții.

## Cercetare arheologică
Obiectivele cercetării 2006: delimitarea eventualelor zone de interes arheologic de pe Platou; săpături pe Terasa I în vederea obținerii unor date stratigrafice și racordarea la ridicarea topografică a unor cercetări mai vechi; săpături pe o terasă de nord, pentru a vedea dacă a fost locuită. Rezultate: Cercetările din această campanie, cu obiective limitate, s-au desfășurat atât în sectoare unde s-au mai efectuat săpături, confirmându-se o parte din informațiile anterioare, dar s-au deschis suprafețe și în alte zone: a fost vizată zona acropolei, din jurul antenelor de telefonie mobilă, precum și terasa 1 spre vest și terasa 2 spre est. S-a identificat o gamă variată de vase ceramice, majoritatea modelate cu mâna, caracteristice olăriei dacice din sec. I (eventual II) a. Chr.- I p. Chr: borcane, cești-opaițe, vase de provizii, străchini, castroane, căni, fructiere etc. Deși nu prea numeroase, s-au descoperit, totuși, unelte, ustensile, accesorii vestimentare ori arme: fragmente de râșniță, cute, lustruitor, rondele, fusaiole, cataramă, vârf de săgeată.
Obiectivele cercetării 2007: cercetări în diferite zone ale sitului pentru obținerea de informații privitoare la stratigrafia, tipurile de complexe și cronologia sitului. Rezultate: săpăturile s-au desfășurat în diferite zone, fiind cercetate: acropola, partea centrală și extremitățile estice și vestice, prima terasă sudică și prima terasă estică a așezării dacice. Inventarul recuperat include, îndeosebi, o gamă variată de vase ceramice, dar și piese din metale ori din piatră, lut și os. Vasele ceramice descoperite, marea majoritate în stare fragmentară, includ aproape toate tipurile de recipiente caracteristice olăriei dacice din sec. II a. Chr.-I p. Chr. Vasele din nivelul inferior - sec. II-I a. Chr., sunt, aproape în totalitate, modelate cu mâna, formele caracteristice fiind borcanele și vasele mari bitronconice, cănile bitronconice cu umărul în unghi și angobă neagră, fructierele cu piciorul înalt, cupa evazată și buza lată, de culoare neagră ori castanie. În nivelul superior, din sec. I a. Chr.-I p. Chr., procentul recipientelor modelate cu roata crește semnificativ, tipurile principale fiind pithoii, fructierele, cănile, castroanele și capacele,  marea majoritate de culoare cenușie. Ceștile-opaițe, toate modelate cu mâna, sunt prezente în toată perioada. Uneltele și ustensilele sunt reprezentate de râșnițe, primitive ori de tip elenistico-roman, frecătoare, cute și lustruitoare din tuf vulcanic, piatră și gresie, de fusaiole și rondele din ceramică, de cuțite, ciocan și verigi de unelte din fier.
Obiectivele cercetării 2008: continuarea cercetării Platoului, puternic afectat de instalarea unor antene de telefonie mobilă, depistarea unor noi zone de interes arheologic și obținerea unor date stratigrafice suplimentare privitoare la evoluția comunităților umane de pe dealul Cetățuia.  Rezultate: Au fost cercetate: acropola, partea centrală și extremitățile estice și vestice, prima terasă sudică și prima terasă estică a așezării dacice. Urmele de habitat descoperite se încadrează în perioada epocii cuprului și faza clasică a civilizației dacice (sec. I a. Chr. – I p. Chr.). Dintre rezultatele acestei campanii ce trebuie evidențiate menționăm atât vestigiile Coțofeni și dacice de pe Platou, rămase in situ ori împinse spre pante, cât și identificarea unei noi terase locuite pe partea sudică a dealului. Pe baza materialului arheologic se poate afirma că locuirea Coțofeni de aici se datează în faza a III-a de evoluție a acestei culturi. Numeroasele elemente Kostolac prezente, între care amintim cănițele cu corpul globular și toartă supraînălțată, ornamentate cu împunsături successive de forma unor triunghiuri răsturnate, sau prezența străchinilor scunde, ornamentate cu șiruri de impresiuni, reprezintă elemente clare de datare. Vestigiile de epocă dacică se încadrează, atât în ceea ce privește complexele, cât și materialele, în tipurile cunoscute pentru acest sit. Este, totuși, de semnalat numărul mai mare de piese din metal, îndeosebi scoabe și cuțite. Cronologic, vestigiile de epocă dacică, atât de pe Platou, cât și pe terasa Sud, se încadrează în sec. I a. Chr.-I p. Chr. Colectiv:  Peter Hügel – responsabil, George Pascu Hurezan, Victor Sava (Complexul Muzeal Arad), Valeriu Sîrbu – responsabil de sector-epoca dacică (Muzeul Brăilei), Cristina Bodo (Muzeul Civilizației Dacice și Romane Deva).